# Chief Rocka (canção)
"Chief Rocka" é o terceiro single lançado pelo grupo de hip hop americano Lords of the Underground, derivado de seu álbum de estreia,  Here Come the Lords. A canção foi produzida e contém scratches performados por K-Def, e mixagem feita por K-Def e Marley Marl. "Chief Rocka" se tornou o sigle de mais sucesso do grupo e se tornou sua canção assinatura. Atingiu o número 55 da parada Billboard 200, a posição mais alta naquela parada e número 1 na parada Hot Rap Singles. A parte da letra "I live for the funk, I die for the funk" foi sampleada pelo rapper The Notorious B.I.G. em sua canção "Machine Gun Funk" de seu álbum de 1994 Ready to Die, alem do rapper Kanye West ter interpolado o refrão em sua canção "Guilt Trip" de seu álbum de 2013 Yeezus.

## Lista de faixas do single

### Lado A
1. "Chief Rocka" (Rumblin' Mix)- 4:07
2. "Chief Rocka" (Instrumental)- 4:07
3. "Chief Rocka" (Beat-A-Pella)- 4:04

### Lado B
1. "Chief Rocka" (Jazzy Underground Mix)- 4:04
2. "Chief Rocka" (Video Version)- 4:07
3. "Chief Rocka" (Mixshow DJ Mix)- 4:04

## Paradas
| Parada                             | Posição |
| ---------------------------------- | ------- |
| Billboard Hot 100                  | 54      |
| U.S. R&B / Hip-Hop                 | 35      |
| Hot Rap Singles                    | 1       |
| Hot Dance Music/Maxi-Singles Sales | 10      |